# Östra Småvatten
Östra Småvatten är en sjö i Stenungsunds kommun i Bohuslän och ingår i Göta älv-Bäveåns kustområde. Sjön är 4,8 meter djup, har en yta på 0,004 kvadratkilometer och befinner sig 110 meter över havet.